# Красный корпус Киевского национального университета
Кра́сный ко́рпус Ки́евского национа́льного университе́та и́мени Тараса Шевче́нко (укр. Червоний корпус Київського національного університету імені Тараса Шевченка) — главный и самый старый корпус университета, расположенный в центре Киева по улице Владимирская, 60. Является памятником архитектурного национального значения и символом украинского фундаментального университетского образования. Заказчик — Николай I.

## Красный корпус в 1837—1919 годах
Здание строили в период 1837—1843 гг. Здание имеет 4 этажа и выполнено в стиле русского классицизма. Архитекторы — Викентий Иванович Беретти и его сын Александр Викентьевич Беретти. Пока не удалось выяснить, когда и почему это здание стало красным. Известно, что весной 1842 года Викентий Беретти предложил два варианта: сделать стены желтыми, а карнизы белыми либо цоколь цвета гранита, а стены — цвета извести (архитектор считал, что благодаря этому гигантское здание будет выглядеть монолитно — так, будто оно выстроено из цельного камня). Здание получилось величественным и строгим.
Торжественная закладка здания университета состоялась 31 июля 1837 года. В этот день утром была совершена торжественная литургия в Софийском соборе Филаретом, Митрополитом Киевским и Галицким с участием студентов и преподавателей Университета, а также официальных лиц города и губернии. По окончании литургии к месту назначенного для возведения здания Университета все её участники совершили Крестный ход с иконами и хоругвями по современной улице Владимирской (в то время там не было домов, как и самой улицы, а лишь заросшие сорняками поля). На месте закладки фундамента была положена медаль с годом начала строительства, камень (плинфа) с фундамента Десятинной церкви, медная табличка и три монеты: платиновая, золотая и серебряная. В честь закладки здания Университета была изготовлена специальная медаль с изображением российского императора Николая I с одной стороны и крестом в сиянии с надписью: «Во свете твоем узрим свет!» с другой.

### Архитектурные особенности здания
Здание Университета представляет собой огромный замкнутый квадрат с внутренним двором, длина фасада составляет 145,68 м. Архитектура Университета имеет монументальный характер крупного общественного здания. Когда Беретти планировал строительство корпуса, он не знал, с какой стороны здания будет проложена улица Владимирская, поэтому он сделал университетское здание презентабельным как с восточной (современный университетской фасад на улице Владимирской), так и с западной стороны (со стороны современного Ботанического сада). Особенно выразительна архитектура восточного фасада, достигающаяся контрастным противопоставлением протяженной плоскости стен мощной вертикали колонн портика, который решен в ионическом ордере на всю высоту здания. 
Архитектура Университета была рассчитана на восприятие не только из прилегающих улиц, но и из отдаленных склонов Печерской возвышенности. Поэтому дом в объёмах решен очень просто, без мелких членений, ограничен в декоративном убранстве и разнообразии архитектурных деталей, каждая из которых продумана, взята решительно и в полную силу.
Решение западного фасада более пластичное, увязано с природой Ботанического сада. Композиция этого фасада построена на его расчлененности центральным и фланговыми выступлениями, которые четко отражают осевую структуру плана дома. Центральное выступление обогащено пилястровым портиком с фонтаном, а выступления на флангах — полукруглыми апсидами с трехчетвертными колоннами ионического ордера.
Боковые фасады с ризалитами на концах и скромными въездами во внутренний двор решены очень просто и служат как бы связующим звеном между восточным и западным фасадами. Фасады внутреннего парадного двора раздроблены, но архитектурно связаны между собой и с фасадами внешнего периметра здания.
Также В. И. Беретти был разработан план художественной росписи и установка скульптурной группы во внутренних помещениях университета (за нехваткой средств проект не был осуществлен).
Здание имеет 4 этажа, один из которых цокольный. К 8-колонному портику ведут широкие семимаршовые лестницы, по бокам которых сделаны пандусы. В архитектуре здания широко применен металл (чугунные капители колонн, модульоны карниза, фонари, установленные перед портиком на высоких пьедесталах, перила лестниц и т. д.)
Со стороны главного фасада здание Университета имеет три этажа, из которых верхний был занят большой «залом общественных собраний», где проходили университетские годовые акты, защиты диссертаций на получение научных степеней, а иногда читались и публичные лекции.
До 1920-х гг. в Красном корпусе в полукруглых фасадах находились Католический университетский костел (северная часть здания) и Православная университетская домовая церковь во имя Св. Владимира (южная часть).
На четвёртом этаже Красного корпуса находились студенческие общежития (так называемые «студенческие камеры») (расформированы в 1858 г.), комнаты для обучения во внеурочное время, студенческая библиотека, квартиры и кабинеты преподавателей, университетский карцер для студентов. На втором этаже размещалась университетская столовая.
На первом, втором и третьих этажах размещались также разнообразные вспомогательные помещения: музеи, кабинеты, архив, квартиры для служащих, большая библиотека.
Для сторонних посетителей Университета музеи и библиотеки были доступны только с разрешения соответствующих деканов и ректора. В библиотеке хранились книги из коллекций Кременецкого (Волынского) лицея (34370 томов), Виленского (Вильнюсского) университета, Виленской медико-хирургической академии, Виленской римско-католической духовной академии, Санкт-Петербургской Эрмитажной библиотеки. На 1913 г. в библиотеке было 300 тысяч томов, в том числе очень редких книг XVI—XVII века, которые оценивались на общую сумму несколько миллионов рублей.
За Красным корпусом в 1841 г. был заложен Ботанический сад. Некоторое время на его территории располагался и Зоологический сад, переехавший на новое место в 1913 г.
Наружные стены корпуса в первые годы после строительства не были окрашены в красный цвет, а были белыми. Вопрос о внешней окраске изменил В. Беретти в 1842 году. Он выразил такие соображения по этому поводу:
«Можно будет окрасить стены желтой краской, а карнизы и пояски - белой, как обыкновенно красятся все строения в городе, или же таким образом под цвет извести,- я же, со своей стороны, полагал бы окрасить все пространство от цоколя до подколонн под цвет гранита брызгами, а остальное не отличая ни поясков, ни карнизов, под цвет извести, так, чтобы все строение казалось бы сделанным из одного камня»...
Но желание автора проекта не осуществилось, и здание Киевского университета, возможно, по образцу Зимнего дворца в Петербурге, было окрашено в коричнево-красный цвет, который стал для него традиционным.

### Влияние строения на Киев
Здание Университета оказало большое влияние на формирование и дальнейшее развитие Киева в 1830—1840-х гг. Это выразилось в четком планировании центральной части города и введении в её застройки сооружений большого масштаба, в закреплении основ первого в Киеве классического структурного архитектурного ансамбля культурного центра города.
«До отца и сына Беретти в Киеве совсем отсутствовала любая архитектура (за исключением, возможно, памятников старины, Андреевской церкви и дворца, построенных по проектам Растрелли)» 
 — писал в 1938 г. П. Ф. Алешин.
Насколько большое впечатление производил законченный дом Университета, можно судить по описаниям современников. Он напоминал не только своеобразный храм, но и настоящую крепость. Поэтому современники его иногда и называли «Крепостью Разума». Так, один из них вспоминает: «Среди руин старого города и легких зданий нового строительства, здание университета производило впечатление огромного сооружения»
И действительно, здание в то время стояло в одиночестве на открытом месте, среди полей и оврагов.
Вот, как об Университете пишет в своем сочинении «Взгляд на город Киев» студент Киевского университета 30-х гг XIX века Захар Коленко:
«Но что так сильно бьется сердце мое? Зачем глаза мои устремлены прямо за златые врата — на широкую равнину? Что влечет меня на это место?… Здесь воздвигается святилище наук, воздвигнется университет Св. Владимира. Великий Просветитель! Ты первый посеял здесь семена просвещения! Озари ныне создающийся храм просвещения и благослови нас, которые должны быть как бы краеугольным камнем этого заведения»...
В 1874 году Ватрослав Ягич, находясь на Археологическом съезде в Киеве, писал, что не мог вдоволь насладиться красотой и величием города, «и прежде всего университета».
Е. В. Спекторский (ректор Киевского университета в 1918—1919 гг.) пишет о здании Университета как о: «… редкой красоты огромном красном здание под зеленой крышей …»
В 40-50 гг. XIX века здание Университета жители города и студенты называли «Новое строение», позже это название распространилось также и на ближайшие улицы вокруг здания Университета, затем их ещё иногда называли «Латинским кварталом Киева» (район современной ул. Паньковской), по аналогии с традиционным парижским студенческим кварталом на левом берегу Сены у Сорбонны.
Напротив восточного фасада Университета располагалась университетская площадь, которая со временем была преобразована сначала в «Университетский сад», заложенный в 1860-х годах (садовник К. Христиани), а затем в «Николаевский сад», названный так в честь основателя Университета российского императора Николая I, монумент которому был установлен в этом же парке лицом к Красному корпусу в 1896 году.
Во время эвакуации Киевского университета в Саратов (1915—1916) в корпусе дислоцировалась воинская часть российской армии.

## Красный корпус в 1919—1945 годах
В 1920-30-х гг. в стенах Красного корпуса работали Высший институт народного образования (1920—1926 гг), Киевский институт народного образования (1926—1932 гг.) В 20-х гг на портике Красного корпуса висел революционный плакат: «Мир — хижинам, война — дворцам!»
С 1932 года здесь снова размещен возрожденный Киевский государственный университет. Пожар 1932 г. уничтожил крышу и деревянные своды над аванзалом и актовым залом. В результате восстановления цилиндрический свод над аванзалом был изменён пологим, трёхцентрового очертания.
В 1935 г. была попытка заменить красный цвет дома на «абрикосовый», при котором терялась вся монументальность и характер дома, поэтому от неё быстро отказались, вернув зданию традиционный для него красный цвет.
9 марта 1939 г., в честь празднования 125-летия со дня рождения Тараса Шевченко, перед зданием университета, на месте памятника Николаю I, был открыт памятник Тарасу Шевченко, лицом к Красному корпусу. Киевскому университету и парку перед университетом было присвоено имя Тараса Шевченко.
В 1941—1943 гг. в стенах Красного корпуса действовал так называемый национал-социалистический Киевский университет. Во внутреннем дворике Университета немецкие войска проводили строевые построения.
В ноябре 1943 года Красный корпус сожжен отступающими немецкими войсками. Общее разрушение здания университета от пяти взрывов и пожаров составило 70 %. Стоимость только потерянного лабораторного оборудования составляла 50 миллионов советских рублей. Меньше пострадала часть здания, выходящая на Владимирскую улицу.
Проект восстановления и реконструкции составлен в 1944-45 гг. под руководством архитектора проф. П. Ф. Алешина. Авторы этого проекта выдержали прошлый характер архитектуры дома и учли максимальные возможности для его приспособления к современным требованиям.
Отклонения от первоначального вида Красного корпуса имеют место лишь в западной его части, где в центральном выступлении дворового фасада добавлены две лестничные клетки. Во фризе фасада, обращённого в Ботанический сад, сделаны оконные проёмы для освещения помещений заново запроектированного четвёртого этажа.
В интерьере аванзала отстроены трёхцентровые своды. В аудитории с библиотечным залом пологие крестовые своды заменены плоским железобетонным перекрытием.

## Красный корпус с 1945 года по сей день
1954 — завершены восстановительные и реставрационные работы здания Университета, в которых принимали участие в том числе и студенты и преподаватели Киевского университета.
В 1964 А. Горская в соавторстве с П. Заливахой, Л. Семыкиной, Г. Севрук и Г. Зубченко создали в вестибюле Красного корпуса витраж «Шевченко. Мать». Созданная после этого комиссия квалифицировала его как идейно враждебный, поэтому витраж был уничтожен администрацией университета. А. Горскую поэтому исключили из Союза художников, правда, через год восстановили.
К концу 70-х гг. в Красном корпусе находились естественно-математические факультеты (физический, механико-математический, биологический, географический), однако с началом строительства университетских корпусов на новых территориях (в районе Национального Центра Выставок и Ярмарок) они были перенесены туда. В память о них в Красном корпусе сохранились некоторые соответствующие музеи и Большая Физическая аудитория (№ 329).
Также из Красного корпуса в 1990-е были перенесены факультеты международных отношений и журналистики в корпуса на Лукьяновке (ул. Мельникова, 36).
В 1978 году в Красном корпусе был открыт Музей Истории Киевского университета (в помещении, которое до 1920 г. занимал костел).
Помещение, которое до 1920 г. занимала домовая православная церковь Св. Владимира, в советское время использовалось как зал для собраний Комсомола университета, а в начале 90-х было переделано под спортивный зал.
В 1999 году была проведена реконструкция некоторых внутренних помещений Красного корпуса (вестибюль, актовый зал, залы ученого совета).
На фасаде Красного корпуса установлены памятные доски и знаки: поэту и художнику Т. Шевченко, имя которого носит Киевский университет, первому ректору Киевского университета проф. М. Максимовичу; историку и государственному деятелю М. Грушевскому (1886—1894 учился в Киевском университете); ученому, мыслителю и общественному деятелю М. Драгоманову (1859—1876 учился и работал в Киевском университете); штабу истребительного батальона, сформированного летом 1941 из преподавателей, студентов Киевского университета; студентам, преподавателям Киевского университета, погибших на фронтах ВОВ 1941-45 гг.
Внутри корпуса находятся памятные доски: в ауд. 446, где находилась геологическая лаборатория, в которой работал в 1902-12 гг. известный геолог профессор М. Андрусов; в ауд. 463, где находилась минералогическая лаборатория, в которой в 1845—1901 гг. работал основатель киевской школы геологов и петрографов проф. К. Феофилактов; в ауд. 264, где 24.08.1898 на заседании X съезда русских естествоиспытателей и врачей проф. С. Навашин сделал сообщение об открытии двойного опыления у цветковых растений; у входа в зал Ученого совета Университета выдающемуся композитору Н. Лысенко, который учился в Киевском университете в 1860-65 гг.
Сейчас здесь находится руководящий состав Киевского университета (ректор, проректоры), юридический, исторический и философский факультеты, расположены Археологический, Этнографический, Зоологический музеи и музей Киевского университета, Культурно-художественный центр Киевского университета, штаб-квартира Союза ректоров вузов Украины, Центр украиноведения, Международная школа украинистики, пресс-центр Киевского университета, редакция газеты «Киевский университет», читальные залы философского, социологического (3 этаж), исторического и юридического факультетов (2 этаж), художественная галерея «Университет», Актовый зал, Зал Ученого Совета Университета по установленной в ней скульптурой Св. Владимира (1999 г.).
С 2004 года в Красном корпусе открыт свободный Wi-Fi доступ к Интернет для студентов Киевского университета.
В 2009 году летом фасад Красного корпуса по ул. Владимирской был обновлен путём проведения необходимых ремонтных работ и консервации «лица университета» для последующей полной его реставрации.
21 сентября 2009 г. на фасаде Красного корпуса была открыта мемориальная доска Н. Боголюбову — советскому ученому-академику, который посвятил Киевскому университету четверть века своей жизни и вписал славную страницу в его историю. В тот год отмечался 100-летний юбилей этого выдающегося русского физика и математика-теоретика, основателя научных школ нелинейной механики, статистической физики и квантовой теории поля.
12 октября 2009 г. над входом в Университет была закончена установка новой правильной и полной надписи «Киевский национальный университет имени Тараса Шевченко».
15 октября 2009 г. утром состоялась церемония торжественного открытия на фасаде Красного корпуса мемориальной доски выдающемуся архитектору, строителю Красного корпуса Киевского университета — Винченцо Беретти (1781—1842).
15 октября 2009 г. в Красном корпусе вечером вспыхнул пожар. Возгорание возникло в правом крыле на 1 этаже четырёхэтажного здания в кабинете медицинской части. Горели бумаги и стол, в результате чего образовалось задымление, и возникла угроза распространения пожара на большую площадь. В результате происшествия были эвакуированы около тысячи студентов. Огонь удалось потушить.

## Цвет стен
Один из наиболее дискуссионных вопросов, связанных с Красным корпусом, — почему его стены выкрашены в красный цвет? По этому поводу существует ряд версий:
- Красный цвет университетских стен связан с лентами ордена Св. Владимира (красная и чёрная), следовательно, здание Киевского университета Св. Владимира отражет эти цвета (это официальная версия во времена Российской империи и современной Украины).
- Во времена СССР была другая версия — красный цвет стен Киевского университета связывался с подражанием цвету Зимнего дворца XIX в. в Петербурге.
- Связана со второй и первой, в том смысле, что цвет университетских стен планировался таким, как у Зимнего дворца, однако когда для этого привезли дорогую итальянскую краску в Киев, случайно что-то напутали в её ингредиентах, и краска стала ярко-красного цвета. Решили все же покрасить ею стены Университета, а «оправдали» это лентами ордена Св. Владимира (Это версия И. К. Патриляка, директора музея Истории Киевского университета).
- Среди студенчества Киевского университета бытует мнение, что цвет университетских стен связан с тем, что студенчество Киевского университета Св. Владимира в дореволюционные времена было одним из наиболее бастующих и революционных, и для того, чтобы пристыдить его, один из российских императоров велел покрасить стены здания университета в красный цвет, как знак стыда за такое поведение студенчества.
- В студенческом фольклоре распространена шутка о том, что красный цвет стен Киевского университета — это цвет студенческой крови, потерянной на ниве тяжелого учебного процесса в университете. Каждую осень над Красным корпусом кружатся стаи ворон, слетаются на эту кровь[16].
- Политические версии, согласно которым красный цвет стен университета связывают то с советскими государственными символами (красный цвет Октябрьской революции и флага СССР), то даже с национал-социалистическими (красный и чёрный — официальные цвета символики Третьего рейха) и националистическими (красный и чёрный — официальные цвета флага современных украинских националистов).